# 復元生態学

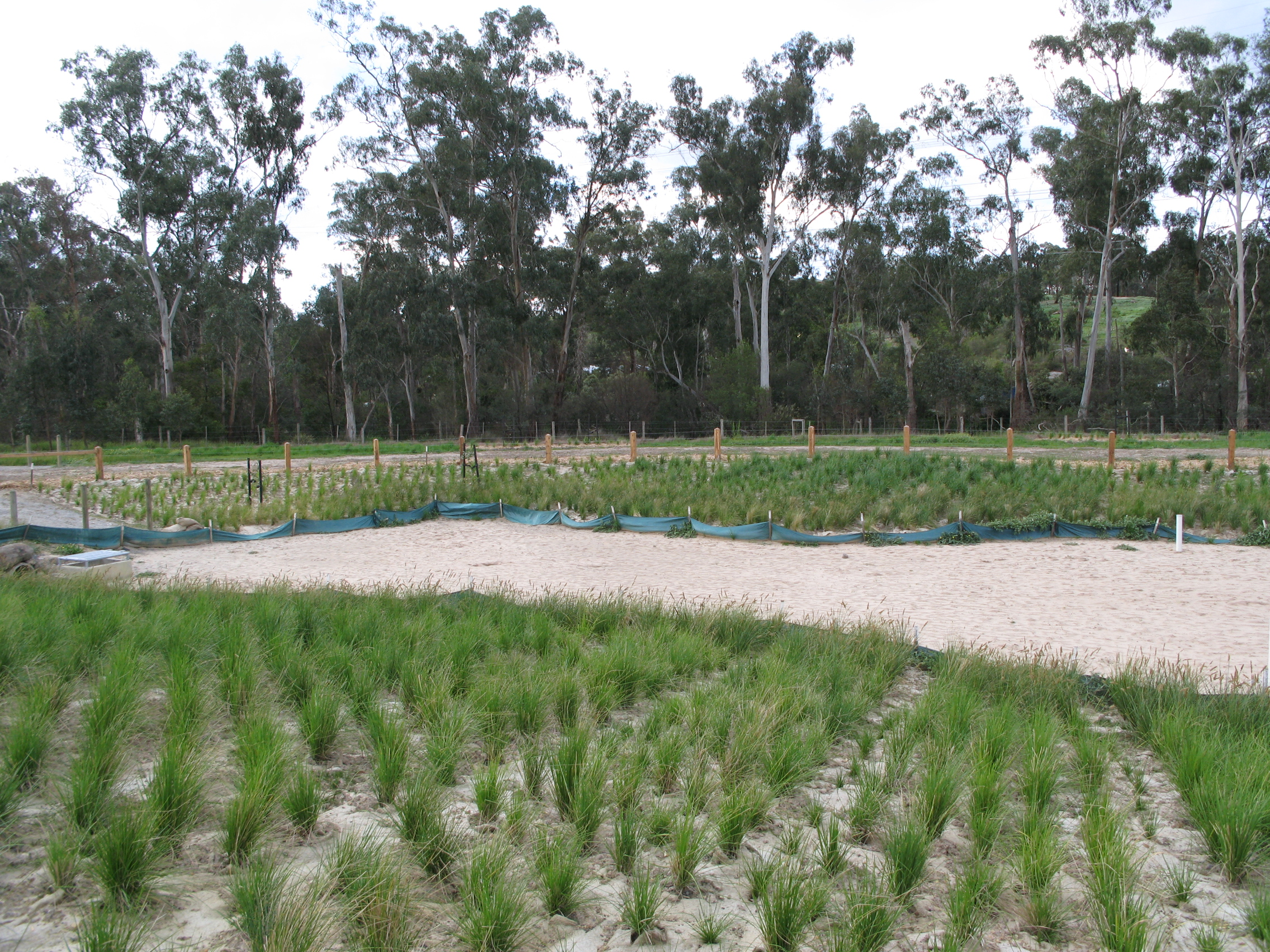
農地を湿地に復元する試み（オーストラリア）

復元生態学（ふくげんせいたいがく、Restoration ecology）は、生態学の一分野であり、人間活動などによって破壊、あるいは損傷を受けた自然環境、生物個体群を復元するための研究分野である。また、遺伝的な変異の保全、復元まで視野に入れた復元生物学（Restoration biology）という名称も提唱されている。

## 定義
Society for Ecological Restoration は、「生態学的な復元」の定義を「生態系の健全さ、完全性、および持続可能性の回復を開始、促進するための意図的な活動」としている。この「生態学的な復元」に関連する学問分野が復元生態学である。
なお生態系の回復のための活動としては、森林再生、治山、植生回復、移入種の駆除、侵食の制御、在来種の再導入などが挙げられる。

## 歴史
人間の歴史の中で、数千年とは言わないまでも、数百年にわたって、土地の管理者や素人などが環境の復元や生態的な管理を行ってきた。しかし、そのような復元活動に科学的な裏づけを与える復元生態学が注目されはじめたのは、1980年代後半になってからであった。1990年代頃になると、復元生態学への関心が高まり、基礎的な研究への取り組みや学術雑誌への掲載が盛んになった。1992年には「Restoration ecology」（年4回発行）という学術雑誌も創刊され、復元生態学という学問分野が急速に台頭している。

## 目的
科学コミュニティでは、自然環境の悪化や破壊による生物相の大幅な衰退は「悲劇的に短いタイムスケール」で進行している、という見解で一致している。実際に、現代における種の絶滅率は、通常の約1000-10000倍であると見積もられている。そのため、環境の復元や自然再生事業といった、失われた生物相の復元に対する関心は高まっているが、そのような事業を行う上での明確な指針や、事業の成功や失敗の基準などを設ける必要がある。そのため、復元生態学の研究成果を、自然の復元事業やその復元活動の指針、基準の作成などに活用することが求められている。

## 特徴
種や個体群、生態系全体を保全する目的で行われる保全生態学の研究が動物で多く行われているのに対して、復元生態学の研究は植物を対象に行われることが多い傾向にあるとされる。また保全生態学の研究では理論的なものが多くある一方で、復元生態学では、実験的な取り扱いが容易である植物を対象とすることが多いため、より実験的な研究が多いとされる。
また、復元生態学で行われる実験では、復元事業に関わる関係者と合意を形成する必要があるという点で通常の野外実験とは異なり、他の自然科学とも大きく異なる点である。